# Rakovnický potok
Rakovnický potok (dříve zvaný Rokytka) je levostranný přítok řeky Berounky v okrese Rakovník ve Středočeském kraji. Jedná se o jeden z nejdelších potoků v ČR. Je dlouhý 48,5 km a plocha jeho povodí měří 367,9 km².

## Průběh toku
Potok pramení v nadmořské výšce 577,7 m, zhruba 1600 m jihovýchodně od vsi Drahouš, která se nachází jižně od města Jesenice ve Středočeském kraji. Nejprve jeho tok směřuje na severozápad. Po zhruba 3 kilometrech napájí Krtský rybník, pod nímž u Krtských skal se obrací na severovýchod k městu Jesenice, kde vzdouvá jeho vody Velký rybník. Po dalších 3 kilometrech si potok razí cestu hlubokým zalesněným údolím k obci Oráčov, kde se stáčí více k východu. Dále potok protéká obcemi Švihov, Pšovlky a městečkem Senomaty. Po dalších zhruba 4 kilometrech východním směrem vtéká do města Rakovník, pod nímž se stáčí k jihovýchodu, protéká osadou Chlum, obcemi Lašovice, Pustověty a Městečkem. Pod hradem Křivoklát v Roztokách u Křivoklátu se vlévá zleva do řeky Berounky na jejím 62,4 říčním kilometru v nadmořské výšce 240 m.

### Přítoky
- levé – Kolešovický potok, Lišanský potok, Ryšava
- pravé – Kosobodský potok, Leština, Klečetná, Řeřišský potok, Petrovický potok, Černý potok, Jalový potok, Lašovický potok a potok Trnava.

## Vodní režim
Průměrný průtok u ústí činí 0,86 m³/s.

## Využití

### Doprava

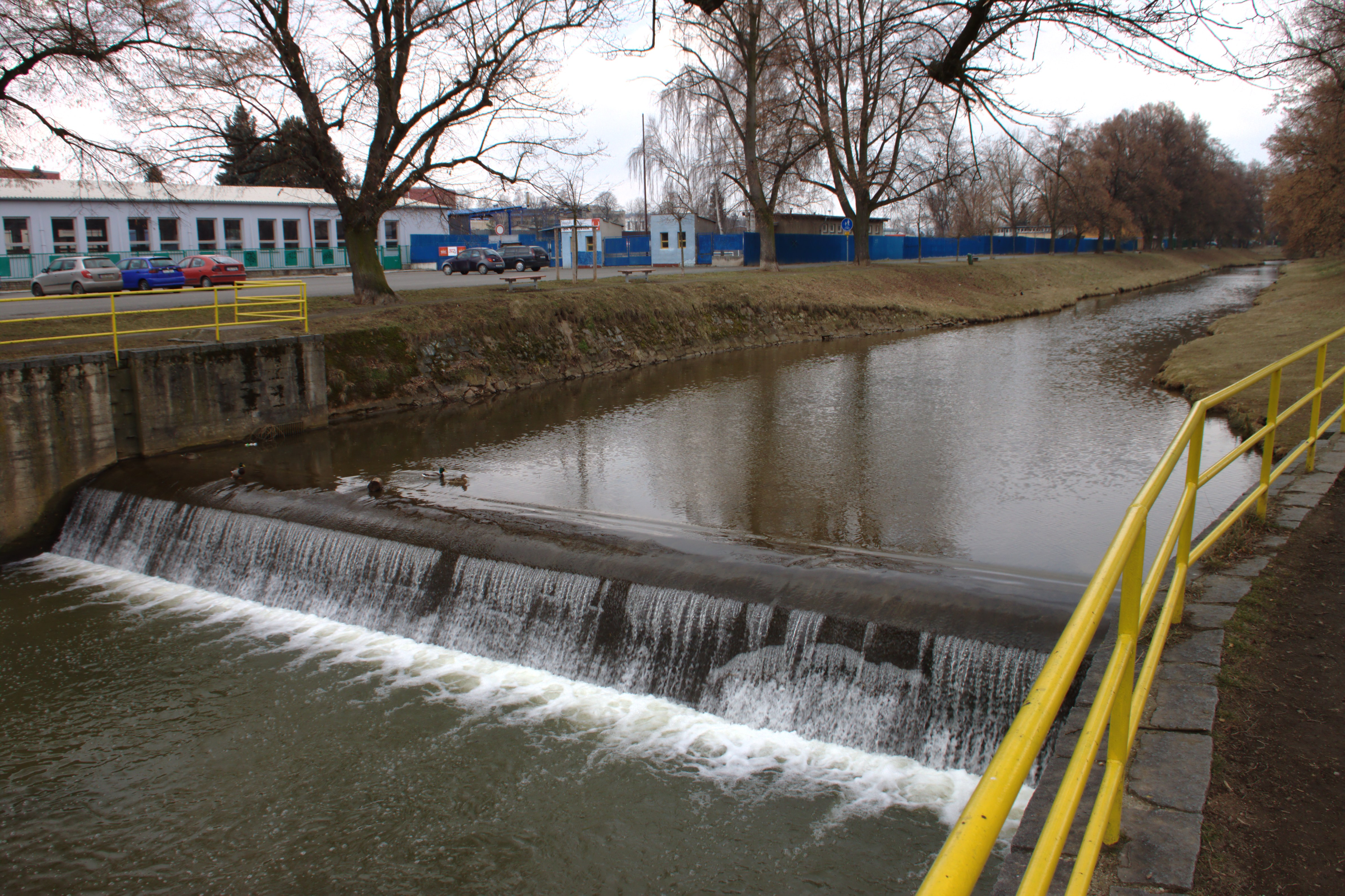
Regulovaný potok v Rakovníku

V úseku mezi městy Jesenice a Rakovník údolím potoka prochází železniční trať č.161 a silnice II. třídy č. II/228. Údolím potoka mezi Rakovníkem a jeho ústím je dále vedena železniční trať č.174, a v úseku od obce Městečko také silnice II. třídy č. II/227.
Z Rakovníku vede údolím Rakovnického potoka Cyklotrasa č.303, směřující do Křivoklátu a dále pak přes Točník a Žebrák až do Hořovic.

## Mlýny
Mlýny jsou seřazeny po směru toku potoka.
- Pustovětský mlýn – Pustověty čp. 7, okres Rakovník, kulturní památka
- Budský mlýn – Křivoklát čp. 88, okres Rakovník, kulturní památka